# Celestino Russova
Celestino Russova (Piandelagotti, 12 febbraio 1922 – Pisa, 1993) è stato un calciatore e allenatore di calcio italiano, di ruolo portiere.

## Carriera

### Giocatore
Giocò in Serie A con il Novara esordendo il 19 settembre 1948 nella partita Novara-Atalanta (2-0) e nel campionato svizzero con il Lugano. Aveva esordito nel campionato di Serie B il 7 dicembre 1941 nella partita Pisa-Brescia (2-1).

### Allenatore
Ha allenato la Massese nella stagione 1961-1962, venendo sostituito durante il campionato da Tristano Bacchilega. Nel 1967/1968 allena il Castelfiorentino nel Campionato di Prima Categoria Toscana. Nella parte finale della stagione 1973-1974 ha allenato il Cuoiopelli nel campionato toscano di Promozione. Nel 1975-1976 tornerà alla guida del Castelfiorentino.

## Palmarès

### Giocatore

#### Competizioni nazionali
- Campionato italiano di Serie B: 1

Novara: 1947-1948